# Patricia Kihungi
Patricia Kihungi es una deportista keniana que compitió en bolos sobre hierba adaptado. Ganó una medalla de plata en los Juegos Paralímpicos de Seúl 1988 en la prueba individual  (clase 2-6).

## Palmarés internacional
| Juegos Paralímpicos | Juegos Paralímpicos  | Juegos Paralímpicos | Juegos Paralímpicos |
| Año                 | Lugar                | Medalla             | Prueba              |
| ------------------- | -------------------- | ------------------- | ------------------- |
| 1988                | Seúl (Corea del Sur) | Medalla de plata    | Individual 2-6      |